# Sayda
Sayda est une ville de Saxe (Allemagne), située dans l'arrondissement de Saxe centrale, dans le district de Chemnitz.

## Géographie
Elle se situe dans l'Erzgebirge oriental, est baignée par la Freiberger Mulde et la Flöha (rivière) affluents de l'Elbe. Elle se divise en plusieurs quartiers :
- Friedebach (intégré en 1994 );
- Mortelgrund (intégré en 1925);
- Pilsdorf (intégré en 1950);
- Ullersdorf (intégré en 1950).

## Histoire
La plus ancienne mention de cette localité remonte au XIIe siècle dans une charte du monastère de Ossegg, elle était sur le sentier de Bohème qui traversait les monts métallifères. Henri III de Misnie en fit acquisition au XIIIe. Le 31 mars 1435 les Hussites mettent le feu à la ville. Le blason vient de ce qu'un seigneur de Schoenberg possesseur du château de Purschenstein, pendant les croisades aurait combattu un lion qui fut retrouvé mort dans les roseaux à demi recouvert d'algues d'où le ventre de la bête en vert.